# دعاء المغازي
دعاء المغازي ([[ولدت في 15 من  نوفمبر-)، مذيعة مصرية،